# City of Ipswich
City of Ipswich är en kommun i Australien. Den ligger i delstaten Queensland, omkring 43 kilometer sydväst om delstatshuvudstaden Brisbane. Antalet invånare är 183 105.
Följande samhällen finns i Ipswich:
- Ipswich
- Booval
- Redbank Plains
- Brassall
- Goodna
- Raceview
- Springfield
- Collingwood Park
- Bundamba
- Flinders View
- Springfield Lakes
- North Ipswich
- Yamanto
- Eastern Heights
- Silkstone
- Riverview
- East Ipswich
- North Booval
- One Mile
- Churchill
- Thagoona
- Tivoli
- Deebing Heights
- Sadliers Crossing
- Redbank
- Basin Pocket
- Coalfalls
- Dinmore
- Ripley
- Blackstone
- Wulkuraka
- Ebbw Vale
- Moores Pocket
- Haigslea
- West Ipswich
- Springfield Central

I omgivningarna runt Ipswich växer huvudsakligen savannskog. Runt Ipswich är det mycket glesbefolkat, med 5 invånare per kvadratkilometer. Genomsnittlig årsnederbörd är 1 252 millimeter. Den regnigaste månaden är januari, med i genomsnitt 248 mm nederbörd, och den torraste är oktober, med 34 mm nederbörd.